# Криуша (Саратовская область)
Криуша — село в Самойловском районе Саратовской области России. Административный центр Песчанского муниципального образования. Основано в 1865 году.

## География
Село находится в юго-западной части Саратовского Правобережья, в пределах Окско-Донской равнины, в степной зоне, на левом берегу реки Терсы, на расстоянии примерно 10 километров (по прямой) к северу от посёлка городского типа Самойловки. Абсолютная высота — 132 метра над уровнем моря.
Климат
Климат характеризуется как умеренно континентальный с холодной малоснежной зимой и сухим жарким летом. Среднегодовая температура воздуха — 4,7 — 4,9 °C. Средняя многолетняя температура самого холодного месяца (января) составляет −11 — −11,1 °С (абсолютный минимум — −43 °С), температура самого тёплого (июля) — 20,7 — 20,8 °С (абсолютный максимум — 42 °С). Среднегодовое количество атмосферных осадков — 385—476 мм, из которых большая часть (250—310 мм) выпадает в период с апреля по октябрь. Снежный покров держится в среднем 120—127 дней в году.
Часовой пояс
Село Криуша, как и вся Саратовская область, находится в часовой зоне МСК+1. Смещение применяемого времени относительно UTC составляет +4:00.

## Население
| 2002 | 2010 |
| ---- | ---- |
| 607  | ↘537 |

Половой состав
По данным Всероссийской переписи населения 2010 года в половой структуре населения мужчины составляли 45,8 %, женщины — соответственно 54,2 %.
Национальный состав
Согласно результатам переписи 2002 года, в национальной структуре населения русские составляли 85 % из 607 чел.